# Quartier Saint-Gervais
Quartier Saint-Gervais är Paris 14:e administrativa distrikt, beläget i fjärde arrondissementet. Distriktet är uppkallat efter kyrkan Saint-Gervais-Saint-Protais.
Fjärde arrondissementet består även av distrikten Saint-Merri, Arsenal och Notre-Dame.

## Byggnadsverk och vägar
- Saint-Gervais-Saint-Protais
- Saint-Paul-Saint-Louis
- Bibliothèque historique de la ville de Paris
- Hôtel des archevêques de Sens
- Village Saint-Paul
- Rue des Rosiers
- Mémorial de la Shoah med Allée des Justes-parmi-les-Nations
- Lämningarna efter Enceinte de Philippe Auguste

## Bilder
| - De fyra administrativa distrikten i Paris fjärde arrondissement. - Saint-Paul-Saint-Louis. - Allée des Justes-parmi-les-Nations. |

## Kommunikationer
- Tunnelbana – linje  – Saint-Paul
- Tunnelbana – linje  – Pont Marie